# Жанаозен (Абайская область)
Жанаозен (каз. Жаңаөзен, до 2007 г. — Новореченск) — аул в Жарминском районе Абайской области Казахстана. Входит в состав Калбатауского сельского округа. Код КАТО — 634430700.

## География
Расположен на реке Шар. Через аул проходит национальная автотрасса A-3.

## Население
В 1999 году население аула составляло 1909 человек (939 мужчин и 970 женщин). По данным переписи 2009 года в ауле проживали 1423 человека (684 мужчины и 739 женщин).